# فيكتور همر (رسام)
فيكتور همر (بالألمانية: Victor Hammer)‏ هو رسام نمساوي، ولد في 9 ديسمبر 1882 في فيينا في النمسا، وتوفي في 10 يوليو 1967 في ليكسينغتون في الولايات المتحدة.